# Линн-Файнголд, Джина
Джина Линн-Файнголд (англ. Gina Linn Finegold; род. 13 марта 1956) — американская шахматистка, международный мастер среди женщин (1990).
Чемпионка Бельгии (1989). Участница межзонального турнира в Азове (1990). В составе сборной Бельгии участница Олимпиады (1990) в Нови-Саде.

## Биография
Во второй половине 1980-х годов, Джина Линн была одной из ведущих американских шахматисток, участвовавших в двух чемпионатах США среди женщин. В 1989 году она переехала играть в Бельгию и выиграла чемпионат Бельгии по шахматам среди женщин в Генте. Затем она заняла первое место в зональном чемпионате мира среди женщин для Северо-Западной Европы в Оостервейке в 1990 году и приняла участие в межзональном турнире чемпионата мира по шахматам среди женщин в Азове, где заняла 16-е место.
Джина Линн ЛоСассо выступала за США и Бельгию на женских шахматных олимпиадах в Абу-Даби и Нови-Саде соответственно. В 1990 году за игру на первой доске на 29-й шахматной олимпиаде (женщины) в Нови-Саде (+7, =3, −3) ей было присвоено звание международного мастера ФИДЕ (WIM). В 1990-х годах она вернулась в США и менее чем за пять лет получила степень бакалавра, магистра и доктора клинической психологии в Государственном университете Уэйна.
В 1999 году она получила степень доктора клинической психологии.

## Изменения рейтинга
| Графики недоступны из-за технических проблем. См. информацию на Фабрикаторе и на mediawiki.org. |